# قصر ساکسون
قصر ساکسون (لهستانی: pałac Saski w Warszawie)یک ساختمان متمایز در لهستان می‌باشد که قبل از جنگ ورشو و لهستان ساخته شد. در حال حاضر برنامه ای برای بازسازی آن در دست می‌باشد.